# Майбах, Вильгельм
А́вгуст Вильге́льм  Ма́йбах (нем. August Wilhelm Maybach [ˈvɪlhɛlm ˈmaɪbax]; 9 февраля 1846, Хайльбронн — 29 декабря 1929, Штутгарт) — один из немецких пионеров в области автомобилестроения, предприниматель, сооснователь автомобильной компании «Daimler-Motoren-Gesellschaft», создатель первого автомобиля под торговой маркой «Mercedes». За свои инженерные достижения ещё при жизни получил прозвище «Король конструкторов».
В конце XIX века Вильгельм Майбах совместно с Готлибом Даймлером разработали лёгкий и быстрый[уточнить] двигатель внутреннего сгорания, пригодный для использования на земле, воде или в воздушном пространстве. Данный силовой агрегат был установлен на первый в мире мотоцикл, моторную лодку, а после смерти Даймлера на новый автомобиль Mercedes, представленный в конце 1902 года и сконструированный в соответствии со спецификациями Эмиля Еллинека.
По карьерной лестнице Вильгельм поднялся до должности технического директора фирмы Daimler-Motoren-Gesellschaft (DMG), но из-за разногласий с руководством в 1907 году Майбах покинул компанию и через два года вместе со своим сыном Карлом основал собственную — Maybach-Motorenbau GmbH. Новое предприятие разрабатывало двигатели для дирижаблей Цеппелин. После подписания Версальского договора в 1919 году компания начала производить большие роскошные автомобили под торговой маркой Maybach.
Вильгельм Майбах скончался 29 декабря 1929 года в возрасте 83 лет в городе Штутгарт, Германия. Концерн DaimlerChrysler возродил наследие Вильгельма в качестве бренда Maybach, выпускающего роскошные автомобили люкс-класса, в 2002 году. С 2015 года компания существует в виде суббренда Mercedes-Maybach, производящего эксклюзивные модификации Mercedes-Benz S-класса.

## Биография

### Ранние годы и карьера
Вильгельм Майбах родился в городе Хайльбронн (земля Баден-Вюртемберг), Германия, 9 февраля 1846 года в семье столяра и его жены Луизы. В возрасте 8 лет его семья переехала из Лёвенштайна (Вюртемберг) в Штутгарт. В 1856 году скончалась мать Вильгельма, через три года — отец. Родственники мальчика опубликовали объявление в газете Stuttgarter Anzeiger, благодаря чему Майбаха удалось устроить в заведение «Брудерхаус Ройтлинген» известного в то время пастора Густава Вернера в Ройтлингене, в котором воспитывались и обучались сироты из бедных семей. Там Вильгельм, благодаря помощи руководителя организации, получил профессию чертёжника и конструктора: в возрасте 15 лет днём он проходил практику в мастерской и конструкторском бюро завода, вечером брал уроки по черчению и естественным наукам в городской школе, а позже и по математике и физике в городском училище.

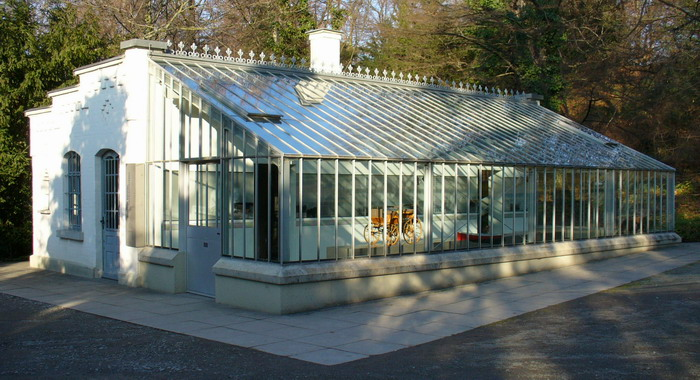
Дом Готлиба Даймлера в Каннштатте

Там же он впервые встретил Готлиба Даймлера, который в 1863 году стал техническим директором завода в Ройтлингене. На тот момент Вильгельму, квалифицированному конструктору, было 19 лет (1846 год рождения. В 1863 ему было бы 17). В служебные обязанности Готлиба входило шефство над приютом. Заметив усилия мальчика Даймлер взял его в качестве своего главного помощника — должность, которую Майбах занимал до самой смерти Готлиба в 1900 году. В 1869 году Даймлер переехал в Карлсруэ и устроился на завод «Машиненбау Гезельшафт» (нем. Maschinenbau-Gesellschaft AG), где производили тяжёлые локомотивы. Майбах последовал за ним. В 1872 году Готлибу предложили должность технического директора фирмы Gasmotoren-Fabrik Deutz AG, принадлежавшей Николаусу Отто и Ойгену Лангену. Рабочее место получил и Майбах, став главным конструктором. В то время фирма занималась сборкой стационарных двигателей внутреннего сгорания. В 1876 году Майбах отправился на всемирную выставку в Филадельфию, США, для презентации двигателей фирмы Deutz. По возвращении в Кёльн в 1877 году он сосредоточился на совершенствование четырёхтактной конструкции силового агрегата с целью подготовить его к коммерческому запуску.
В 1878 году Вильгельм женился на Берте Вильгельмине Хабермаз (нем. Bertha Wilhelmine Habermaas), подруге жены Даймлера Эммы Кунц. Её родственники были землевладельцами, работавшими в почтовом отделение в Маульбронне. 6 июля 1879 года у них родился первый из троих детей — Карл Майбах.
Готлиб и Вильгельм, видя несовершенство продукции фирмы, развивали идею создания более лёгкого и меньшего по размерам транспортного двигателя внутреннего сгорания чем те, что выпускались на заводе. Руководство компании не поддержало начинания инженеров, в связи с чем в 1880 году Даймлер решил покинуть предприятие и открыть в Бад-Каннштадте собственное дело. В качестве компенсации за патенты, выданные на его имя, компания выдала Готлибу 112 000 золотых марок собственными акциями. Майбах также покинул фирму и последовал за своим другом. В 1882 году между ними был заключён договор, согласно которому Вильгельм брал на себя урегулирование вопросов, касающихся технической составляющей новой компании.
В октябре 1882 года Вильгельм переехал на Таубенхаймштрассе (нем. Taubenheimstrasse) в Каннштатт, Штутгарт, где ранее Даймлер приобрёл дом за 75 000 золотых марок. Вместе они добавили кирпичную пристройку к застеклённому летнему дому в саду, которая стала их мастерской. Подсобное помещение превратили в кабинет, в остальной части дома разместили мастерскую для испытаний. Совместная работа двух изобретателей была направлена на создание быстроходного двигателя, который должен приводить в движение транспортные средства. Для этого было необходимо вплотную заняться зажиганием и предстояло избавиться от всех недостатков прежнего сложного управления.

### Первые двигатели

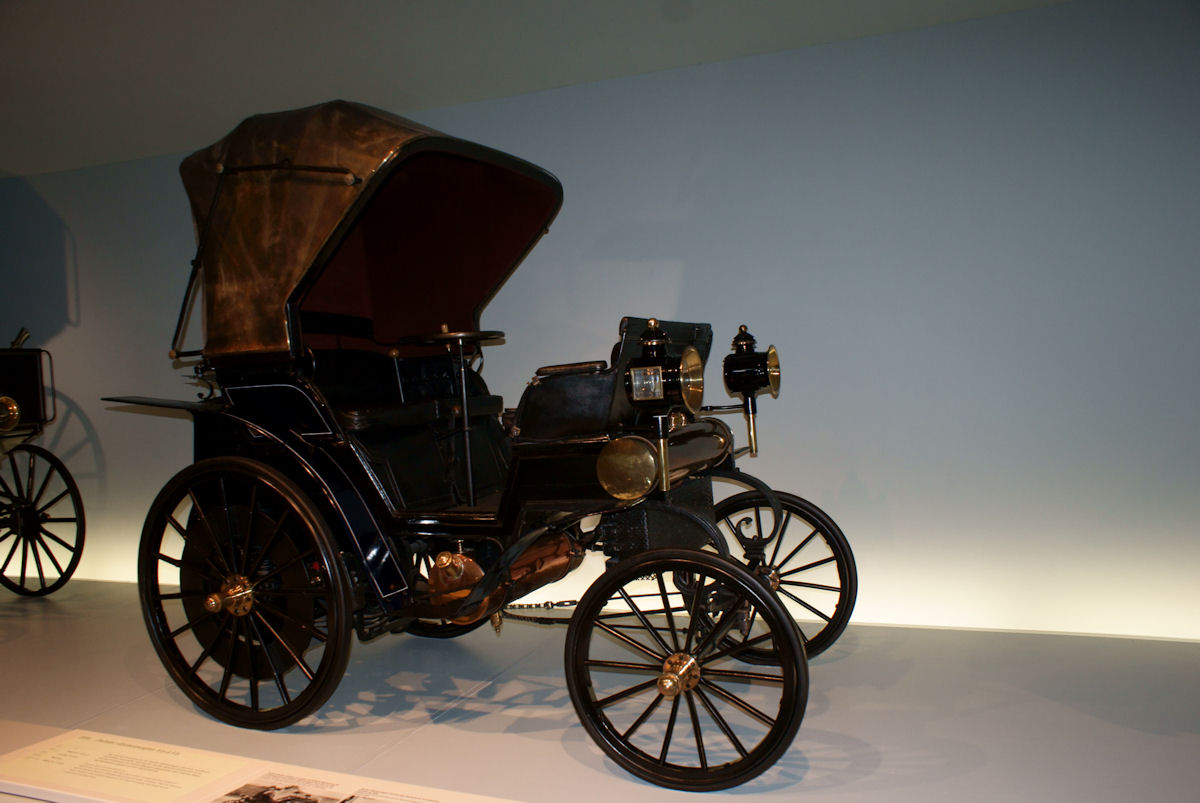
Автомобиль Daimler Riemenwagen 1896 года

В конце 1883 года, 16 декабря, Даймлер и Майбах запатентовали свой первый двигатель, работавший на лигроине. Новый силовой агрегат соответствовал требованиям Даймлера, согласно которым двигатель должен быть маленьким и работать достаточно быстро при 750 оборотах в минуту. К 1884 году было собрано уже три таких двигателя, и Майбах уговорил Готлиба установить один из них на автомобиль, что в результате привело к созданию модели Daimler Reitwagen. В это же время у Вильгельма родился второй ребёнок — Адольф.

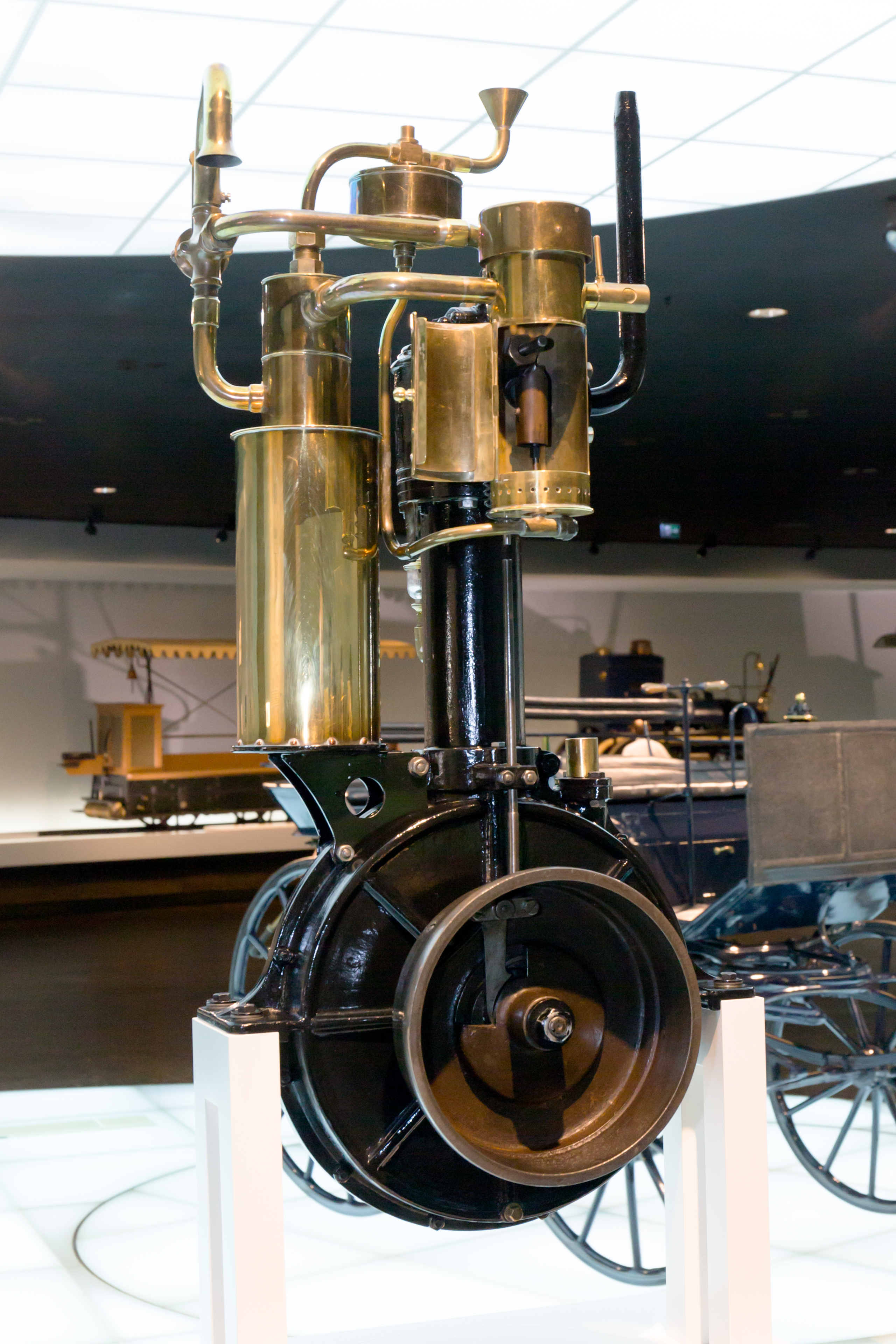
Двигатель с прозвищем «напольные часы»

К концу 1885 года, Майбах и Даймлер разработали первый из своих двигателей, который рассматривается как предшественник всех современных бензиновых двигателей. В его конструкцию входили:
- одиночный горизонтальный цилиндр;
- воздушное охлаждение;
- большой чугунный маховик;
- революционная калильная трубка для воспламенения (патент DRP № 28022);
- выпускной клапан, управляемый при помощи кулачкового вала;
- выполнение 600 оборотов в минуту, в то время как большинство иных двигателей того времени совершало от 120 до 180 об/мин.

Следующей, чрезвычайно важной для всех дальнейших конструкций ДВС стала разработка испарительного карбюратора в 1885 году, что позволило вместо светильного газа использовать жидкое топливо. Новый силовой агрегат, теперь уже с вертикальным расположением цилиндров, обладал следующими особенностями:
- мощность в 1 лошадиную силу при 600 оборотов в минуту;
- рабочий объём двигателя в 100 куб. см;
- не охлаждаемый изолированный цилиндр с нерегулируемой калильной трубкой (патент DRP № 28-022)

Даймлер дал новому изобретению имя Standuhr, что дословно переводится как «напольные часы», из-за его сходства с маятниковыми часами. В ноябре 1885 года инженеры установили меньшую версию двигателя в деревянный велосипед, создав первый в мире мотоцикл (патент DRP № 36-423 — «автомобиль с газовым или нефтяным двигателем»), что стало революционным событием в технике. Мотоцикл (в те времена его именовали моторный велосипед) имел по бокам два маленьких колеса для устойчивости. Мотор, вращавшийся с постоянной частотой, развивал мощность в 0,5 л.с. и. Двухступенчатая ременная передача позволяла двигаться со скоростью до 12 км/ч. Вильгельм лично протестировал автомобиль, проехав 3 километра от Каннстатта в сторону к Унтертюркхайму.
В 1887 году Вильгельм и Даймлер выдавали свои первые патенты за рубеж. Со временем продажи двигателей увеличились, в основном благодаря моторной лодке Neckar, представленной в 1887 году и развивавшей скорость в 6 узлов. В июне 1887 года Даймлер купил землю в Каннстатте. Новая мастерская расположилась на некотором расстоянии от города по адресу Ludwig Route 67, так как мэр Каннстатта возражал против присутствия фабрики в городе. на новое производство было нанято 23 человека. Даймлер занялся коммерческими вопросами, в то время как Майбах возглавил конструкторский отдел.
В 1889 году инженеры сконструировали свой первый автомобиль, полностью собранный с нуля. В это же время Майбах представлял компанию на большой всемирной выставке в Париже.

### Daimler-Motoren-Gesellschaft
28 ноября 1890 года Готлиб Даймлер совместно со своими партнёрами, Вильгельмом Майбахом и финансистом Максом Дуттенхофером (нем. Max Duttenhofer), основали компанию «Даймлер-Моторен-Гезелльшафт» в районе Бад-Канштат (Штутгарт). Некоторые историки называют это событие «сделкой с дьяволом». Основным профилем нового предприятия стало производство малых высокоскоростных двигателей внутреннего сгорания для земли, воды и воздушного транспорта. Майбах возглавил конструкторский отдел. В это время он работал над переходом от газового топлива к продуктам на основе нефти, которые до этого использовались в основном в качестве очистителя и продавались в аптеках.
В 1893 году, одновременно с венгром Донатом Банки, Майбах разработал первый распылительный карбюратор с жиклёром типа шприца, в следующем — получил патент на конструкцию гидравлических тормозов, а ещё через год появился его двухцилиндровый рядный двигатель Phönix. Первоначально он развивал мощность в 2,5 л.с. при 750 об/мин, но конструкция постепенно совершенствовалась, и в 1896 году мощность достигла 5 лошадиных сил.
18 марта 1895 года компания Daimler-Motoren-Gesellschaft доставила в Кронштадт первый в мире грузовик с двухцилиндровым двигателем, мощностью 4 л. с. Через два года летом DMG представило «Phönix» — первый тип автомобилей с двигателями в передней части.

### Mercedes

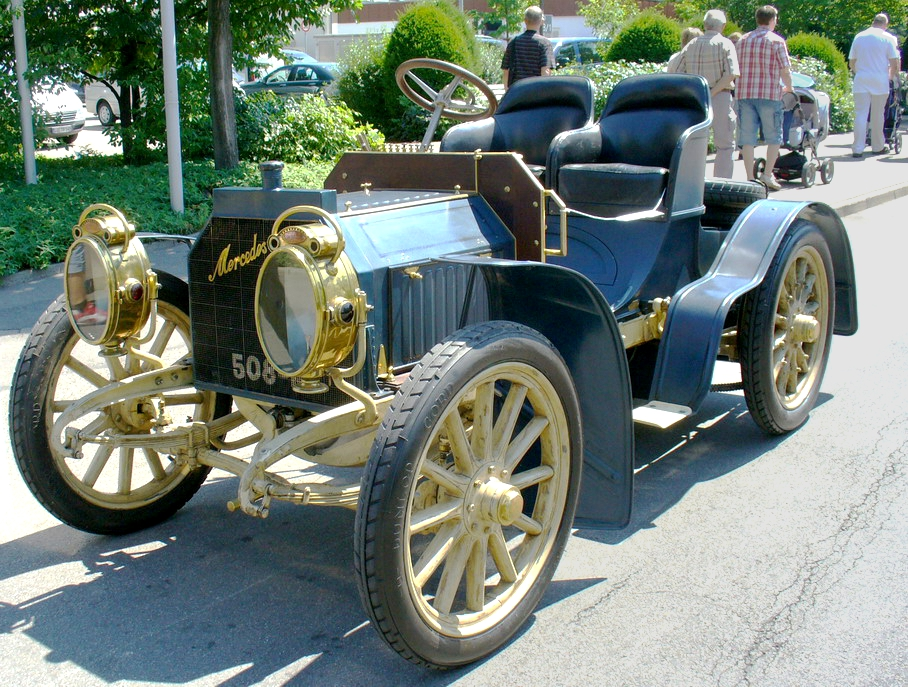
Автомобиль «Мерседес»

Восхищённый работой Вильгельма австрийский предприниматель и автогонщик Эмиль Еллинек (1853—1918) пообещал купить партию из 36 автомобилей, если Майбах создаст гоночный автомобиль по его спецификациям. За период между апрелем и октябрём 1900 года Вильгельм разработал автомобиль «Mercedes 35 PS». Новое транспортное средство обладало длинной колёсной базой, широкой колеёй, 4-цилиндровым двигателем мощностью в 35 л.с. и двумя карбюраторами. На те времена разработка Вильгельма стало новым словом техники. При работе над ней Майбах использовал собственные изобретения: охладитель и коробку передач. Модель, как и двигатель автомобиля (Daimler-Mercedes), назвали в честь дочери автогонщика: Мерседес. Высшее европейское общество сделало большое число заказов на автомобиль, что окончательно убедило руководство фирмы DMG в том, что будущее за автомобильной промышленностью. По этой причине производство было значительно расширено, увеличилась численность работников предприятия. Компания DMG официально зарегистрировала торговую марку «Mercedes» в июне 1902 года.
В 1904 году Майбах разработал первый 6-цилиндровый мотор мощностью 70 л.с. В 1906 году он конструирует гоночный мотор мощностью 120 л.с. с подвесными вентилями впуска и выпуска, верхним распределительным валом и системой двойного зажигания.

### Цеппелины

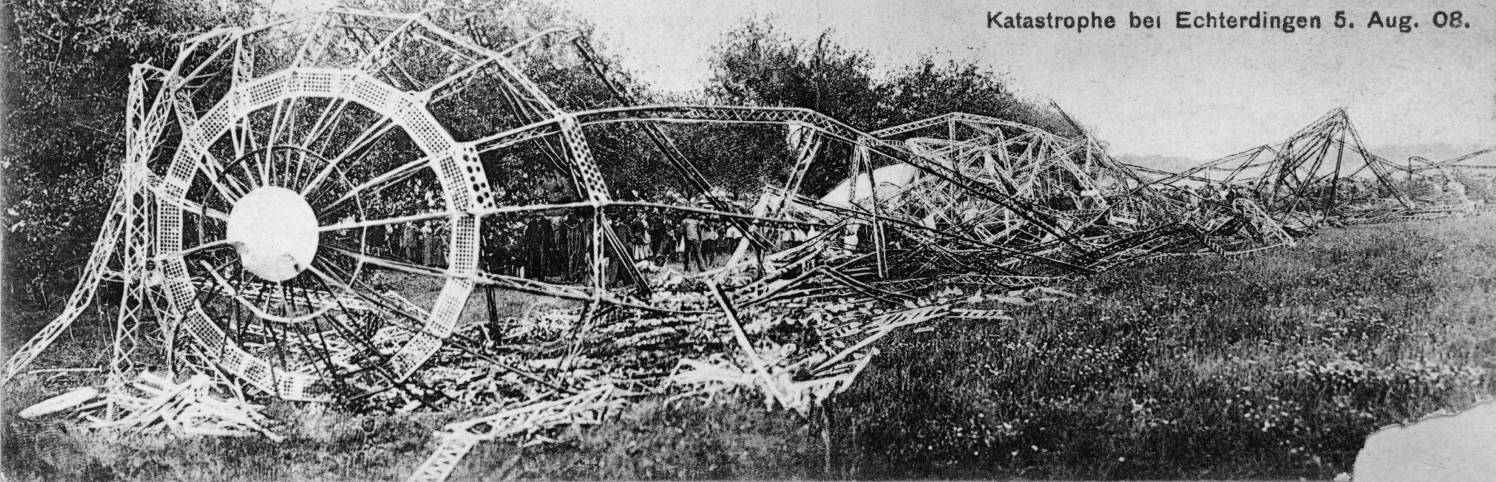
Авария дирижабля LZ4

В 1900 году Майбах имел честь впервые познакомился с графом Фердинандом фон Цеппелином, который стремился улучшить двигатели дирижаблей Zeppelin LZ 1. Майбах собрал для него несколько силовых агрегатов мощностью 150 л.с. по эскизам, созданным его сыном Карлом.
В 1908 году граф Цеппелин пытался продать свои модели LZ3 и LZ4 правительству. 5 августа того же года модель LZ4 упала на череду деревьев после попытки совершить аварийную посадку после отказа двигателей. Однако это не послужило сворачиванию производства, а компания получила пожертвования после аварии. Позже граф Цеппелин основал предприятие Luftschiffbau Zeppelin GmbH, которое наладило производство дирижаблей торговой марки Цеппелин. Двигатели для данных летательных аппаратов разрабатывал Вильгельм Майбах.

### Maybach-Motorenbau GmbH
По карьерной лестнице Вильгельм поднялся до должности технического директора фирмы Daimler-Motoren-Gesellschaft, но из-за разногласий с руководством в 1907 году Майбах покинул компанию и через два года вместе со своим сыном Карлом основал собственную — Maybach-Motorenbau GmbH (ООО «Моторостроение Майбаха»), расположившуюся в городе Фридрихсхафен на берегу Баденского озера. Фирмой руководил Карл Майбах, а Вильгельм выступал в роли ведущего консультанта.
В 1916 году Вильгельму Майбаху присвоили звание почётного доктора Штутгартского политехнического института. После Первой мировой войны и подписания Версальского договора в 1919 году в Германии был установлен запрет на производство дирижаблей. По этой причине Майбах занялся производством дизельных двигателей для военно-морского флота и железнодорожных транспортных средств, а также бензиновых двигателей для автомобилей. При этом он не был заинтересован в сборке самих автомобилей.

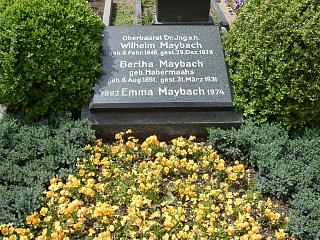
Могила В. Майбаха

В это время многие  небольшие предприятия по производству автомобилей в Германии собирали свои собственные двигатели, и только голландская компания Spyker (не путать с современной Spyker Cars) была заинтересована в силовых агрегатах Майбаха. Однако Вильгельм отклонил контракт, так как он не мог согласиться с его условиями. Вместо этого он решил собирать собственные автомобили и в 1921 году завод начал выпускать лимузины под торговой маркой Maybach. Первая модель, Maybach W3, была представлена в 1921 году на автомобильной выставке в Берлине. На ней был установлен 6-цилиндровый двигатель, тормозная система на четырёх колёсах, новая система трансмиссии, а максимальная скорость автомобиля составляла 105 км/ч. Модель выпускалась до 1928 года; всего было продано 300 единиц, в основном в кузове седан, так как спортивная версия к кузове купе была менее успешной. Позже был представлен новый автомобиль Maybach W5, впервые оснащённый силовым агрегатом в конфигурации V12.
Вильгельм Майбах скончался 29 декабря 1929 года в районе Штутгарта и был похоронен рядом с Готлибом Даймлером на кладбище Уфф-Кирххоф.
Ни Вильгельм, ни его сын Карл никогда не владели автомобилями собственного производства. Кроме того, у Вильгельма в принципе не было автомобиля.
Он, который создал основы для современных автомобилей, редко использовал машину для своих личных целей. Он ходил пешком или садился на трамвай. Вильгельм не был владельцем автомобиля несмотря на то, что мог бы позволить себе это.
В настоящее время наследием Вильгельма Майбаха, автомобильными марками Maybach (ныне Mercedes-Maybach) и Mercedes-Benz, владеет концерн Daimler AG.

## Память
Именем Вильгельма Майбаха названы:
- Школа им. Вильгельма Майбаха в штутгартском районе Бад-Канштат.
- Школа им. Вильгельма Майбаха в Хайльбронне.
- Средняя школа № 5 в Шпандау (район Берлина).
- Школа им. Вильгельма Майбаха (вспомогательное ПТУ) в Ройтлингене.